# Ângela Diniz: O Crime da Praia dos Ossos
Ângela Diniz: O Crime da Praia dos Ossos é uma futura minissérie brasileira produzida pela HBO em parceria com a Conspiração, com previsão de estreia para 2025 no streaming HBO Max. Sob direção de Andrucha Waddington. trama é baseada no podcast de true crime Praia dos Ossos, da Rádio Novelo, que reconstitui o assassinato da socialite Ângela Diniz em 1976 e os desdobramentos de seu julgamento. O roteiro da minissérie é assinado por Elena Soárez com Flora Thomson-DeVeaux e Paula Scarpin. 
Estrelado por Marjorie Estiano e Emílio Dantas, também conta com Renata Gaspar, Thiago Lacerda, Thelmo Fernandes, Joaquim Lopes, Emílio de Mello e Pedro Nercessian no elenco.

## Enredo
A minissérie narra a história real de Ângela Diniz, uma socialite assassinada a tiros por seu então companheiro, Doca Street, na casa de praia onde moravam, em Búzios, Rio de Janeiro. O crime chocou o país e gerou um dos julgamentos mais midiáticos da história do Brasil, que inicialmente resultou em uma pena branda para Doca. Porém, a pressão popular e a mobilização de movimentos feministas levaram a um novo julgamento e a uma condenação mais rigorosa, tornando o caso um marco na luta pelos direitos das mulheres. 

## Elenco
- Marjorie Estiano como Ângela Diniz
- Emílio Dantas como Doca Street
- Antonio Fagundes como Evandro Lins e Silva
- Renata Gaspar como Gilda Rabelo
- Thiago Lacerda como Ibrahim Sued
- Thelmo Fernandes como Milton Villas Boas
- Joaquim Lopes
- Emílio de Mello
- Pedro Nercessian
- Deco Almeida
- Stepan Nercessian
- Daniela Galli
- Yara de Novaes
- Priscila Steinman
- Tatsu Carvalho
- Maria Volpi
- Pedro Zurawski